# IC 3519
IC 3519 ist eine elliptische Zwerggalaxie mit ausgedehnten Sternentstehungsgebieten vom Hubble-Typ dE4 im Sternbild Coma Berenices am Nordsternhimmel. Sie ist schätzungsweise 14 Millionen Lichtjahre von der Milchstraße entfernt, hat einen Durchmesser von etwa 2.000 Lichtjahren. Die Galaxie wird unter der Katalognummer VCC 1577 als Teil des Virgo-Galaxienhaufens gelistet.

Im selben Himmelsareal befinden sich u. a. die Galaxien NGC 4540, IC 800, IC 3505, IC 3528.
Das Objekt wurde am 7. Mai 1904 von Royal Harwood Frost entdeckt.